# Marie Josephine Mathilde Durocher
Marie Josephine Mathilde Durocher   (París, 1809 - Rio de Janeiro, 1893) ―popularment coneguda com A Madama― va ser la més famosa comare de Rio de Janeiro al segle xix. Va ser la primera dona rebuda com a membre de ple dret en l'Acadèmia Imperial de Medicina (1871).

## Biografia
Va arribar a Brasil a l'agost de 1816, als set anys, en el buc Dois Amics amb la seva mare, Anne Colette Durocher (nascuda en Nancy), qui ―en el context de la tornada absolutista que va seguir la derrota de Napoleó Bonaparte i al Congrés de Viena― va ser abandonada per l'espòs i va partir per al Nou món a la recerca d'una nova vida.
La seva mare (segons algunes fonts, florista, segons unes altres, costurera) ―recolzada per la comunitat francesa a Rio de Janeiro― va establir una tenda d'articles femenins i de merceria en l'antiga Rua do Ourives, entre les rues de l'Ouvidor i del Rosario. Ambdues van portar una existència modesta. Josephine es va casar amb el comerciant francès Pedro David. El negoci no tenia èxit comercial. La seva mare va emmalaltir i, després d'un llarg patiment, va morir al novembre del 1829. La seva filla Josephine que ajudava a la seva mare com a caixera, es va veure al capdavant de l'establiment comercial però dos anys després, al juliol de 1832, va rebre un nou cop, el seu espòs va ser assassinat per error, atès que el criminal va confondre la identitat de la seva víctima.

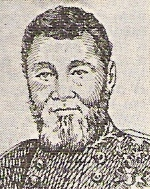
Josephine Durocher va prendre classes particulars amb el metge Joaquim Cândido de Soares.

Va haver de buscar-se una nova professió.
Sota la influència de les comares franceses, madame Berthou i madame Pipar, les seves amigues i hostes per cert temps, va decidir convertir-se en matrona.
Va començar a prendre classes particulars d'obstetrícia ―per convertir-se en comare― amb el metge de la cort de l'emperador, Joaquim Cândido de Soares (1797-1868).
No obstant això, aquest mateix any es va decretar la Llei del 3 d'octubre de 1832, que va determinar la separació de les àrees en l'ensenyament superior de salut i va imposar la implementació de cursos específics separats de medicina, farmàcia i obstetrícia. Des de llavors cap podria guarir, tenir una farmàcia o assistir a parts sense haver estudiat en una de les dues escoles de medicina que existien llavors a Brasil.
Com a resultat de la nova llei, l'any següent (1833) la recentment creada Facultat de Medicina de Rio de Janeiro va instituir el Curs de Parts, i Madame Durocher, naturalitzada brasilera, vídua, mare de dos fills (el major de nom Vicente João Francisco), va ser la primera i única persona que es va matricular. Es va graduar a l'any següent (1834).

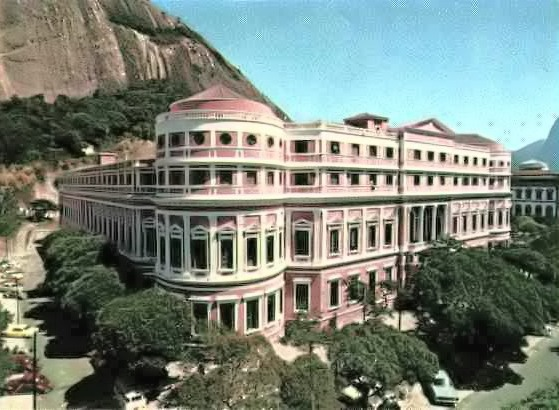
Facultat de Medicina, a Praia Vermelha (Rio de Janeiro).

A la fi de 1834, madame Durocher va començar a promocionar els seus serveis en els periòdics carioques, vestida amb un aspecte andrògin: usava botins d'home, camisa, punys, collets, corbata, faldilla llarga, abric i barret negre de copa mitjana.
Ja en aquesta època era considerada «bisarra» per la seva conducta poc femenina.
La historiadora María Lucia Mott assenyala que Durocher adoptava aquest estil perquè en aquesta època l'exercici de la professió mèdica era exclusivament masculina i utilitzava aquestes robes per inspirar respecte.
A més, com hi havia manca de maternitats a la ciutat i la infermeria de la Santa Casa de Misericòrdia de Rio de Janeiro es trobava «en estat llastimós» i parir allí «era aterridor» DuRocher acompanyava els naixements a la pròpia casa de les parteres. De vegades havia de caminar pels carrers en la nit tancada i els transeünts la podien confondre amb una prostituta.
Amb competència i professionalisme va adquirir un enorme renom a la ciutat: en seixanta anys d'activitat professional va atendre unes 6.000 parteres. (En aquesta època, Rio de Janeiro ―cabdal de l'imperi― tenia 90 000 habitants).
Madame Durocher atenia a diversos barris de la ciutat sense fer distincions socials, ja fossin esclaves, dones lliures o membres de la noblesa brasilera. En 1865, l'emperador Pere II (1825-1891) la va nomenar «comare de la Casa Imperial» i la va contractar per assistir a la seva filla Leopoldina que, al maig, havia sofert un avortament espontani. Gràcies a la ciència de Durocher, deu mesos després, Leopoldina va donar a llum al seu primogènit ―el príncep Pere August, qui es convertiria en el net preferit de l'emperador― el 19 de març de 1866.
Durocher dominava les tècniques obstètriques més utilitzades en el seu temps, com l'aplicació de fòrceps, la «versió» (gir del fetus durant el part), l'embriotomia (en casos de defunció del fetus), a més de saber guarir hemorràgies i eclàmpsies (convulsions d'origen hipertensiu durant l'embaràs), complicacions que normalment eren letals tant per la parturienta com per al fetus. Practicava fins i tot la reanimació del nounat, restablint-li la respiració.
Complementàriament, realitzava atenció clínica en la salut ginecológica, cuidava de la salut dels nounats i feia perícies mèdico-legals (casos d'assalt indecent, desfloració, violació i uns altres). Encara que la pràctica ginecológica estava prohibida a qualsevol persona que no tingués el títol de metge, Madame Durocher justifica aquestes atencions explicant que moltes dones preferien morir abans que ser examinades per un home.
Durocher, com altres comares de l'època, tenia entre les seves activitats realitzar parts, examinar les condicions de les mestresses de llet, la virginitat de les noies i donar "semblar" en exàmens mèdics legals de dones, calcular la data probable del part i cuidar als nounats, és a dir, de forma general cuidava de la salut de la dona integralment.
En 1849 va publicar un fullet que explicava com escollir una nodrissa i les cures sobre la lactància. També va dirigir un projecte d'inspecció de nodrisses per a la Càmera Municipal de Rio de Janeiro.
Eventualment va haver d'exercir-se durant les epidèmies de febre groga (en 1850) i de còlera (en 1855) que van assolar la ciutat.
En 1871 va ser admesa en l'Acadèmia Imperial de Medicina, on va presentar diverses observacions sobre la clínica depenent d'aquesta institució, suggeriments sobre polítiques de salut pública, va condemnar o va aprovar l'ús de certs medicaments, va participar en comissions i va publicar més de vint textos en la revista de la institució. Entre aquests textos, es troba l'article «Consideracions sobre la clínica obstètrica», que es considera l'estudi més complet sobre la pràctica obstétrica a Brasil al segle XIX.
Políticament, era favorable a l'abolició de l'esclavitud.
El 8 d'agost de 1916 l'Acadèmia Nacional de Medicina va establir la medalla «Premi Madame Durocher».

## Obres
Obres
- 1870: «Deve ou não haver parteiras?».
- 1870: «Do emprego do centeio espigado ens parts».
- 1870: «Medicina legal à vol d'oiseau em relação aos corpos de delicto».
- 1871: «Ideias a condemnar a respeito da emancipação».
- 1877: «Consideraçõés sobre a clínica obstétrica». Rio de Janeiro: «Revista da Acadèmia Imperial de Medicina».
- 1877: «Do emprego abusiu do clorofórmio nos partos fisiológicos».
- 1881: «Um caso de contrações tetânicas do útero do 7º para o 8º mês de gravidez».
- 1883: «Consideraçõés sobre us abcessos que atacam o sistema muscular durante o puerpério».
- 1883: «Reflexõés sobre a eclâmpsia e as convulsõés dos recém-nascidos».
- «Abcesso do sistema vascular no estadi puerperal».
- «Ação abortiva do sulfat de quinino».
- «Cloral».
- «Inspeção das mestresses de leite».
- «O centeio espigado e a ergotina».
- «Consideraçõés práticas sobre o centeio e a ergotina».[14] Rio de Janeiro, sense dades.
- Resumo estatístico dona clínica de parts de Mme. Durocher desde o mês de novembro de 1834 até novembro de 1848.